# Larry J. Sechrest
Larry James Sechrest ( /ˈsiːkrɛst/; 12 de octubre de 1946 - 30 de octubre de 2008) fue un economista estadounidense que defendió las ideas de la Escuela austriaca. Fue profesor de economía en la Universidad Estatal de Sul Ross y fue director del Instituto de Libre Empresa de la universidad.

## Carrera
Después de trabajar como instructor en la Universidad de Texas en Arlington, Sechrest se unió a la facultad de la Universidad Estatal Sul Ross en 1990. En 1991, se convirtió en director de su Instituto de Libre Empresa. En 1993, Quorum Books publicó su libro "Banca libre: teoría, historia y un modelo de laissez-faire". Se convirtió en profesor titular en 2002.
Sechrest era un libertario (libertarianism) y promovió las ideas de la escuela austriaca de la economía. Sus primeras influencias incluyeron a los economistas austríacos Ludwig von Mises, Friedrich Hayek y Murray Rothbard, así como a no economistas como Edmund Burke y Ayn Rand. Apoyó la banca libre y el anarcocapitalismo.
En 2004, Sechrest generó controversia con un artículo que escribió para la revista  Liberty. En el artículo, titulado "Una pequeña ciudad extraña en Texas", describió la ciudad de Alpine, Texas, donde se encuentra el estado de Sul Ross. Elogió el clima, los espacios abiertos y la baja tasa de criminalidad, pero dijo que los residentes eran "estúpidos" y "consanguíneos", y denominó el área como "el hogar orgulloso de algunos de los terrones más tontos del planeta". Extendió esta crítica a su empleador, la universidad, declarando que sus graduados "todavía operaban a un nivel de décimo grado" y solo obtuvieron títulos "a través de la malversación de profesores y administradores". Cuando las copias del artículo circularon por la ciudad, la reacción fue mayoritariamente hostil. Recibió amenazas de muerte y mensajes obscenos, y su propiedad fue objeto de vandalismo. El presidente del estado de Sul Ross desautorizó los puntos de vista de Sechrest, pero no pudo tomar ninguna acción formal contra él ya que Sechrest tenía  tenencia. Los estudiantes amenazaron con boicotear sus clases. El alcalde de la ciudad respondió declarando una "Semana de los Alpes Nos Encanta" con una manifestación y un desfile. La controversia finalmente disminuyó y Sechrest continuó enseñando en la universidad.
Sechrest publicó numerosos artículos en revistas revisadas por pares, incluido el Journal of Economics, el South African Journal of Economic and Management Sciences, el Review of Austrian Economics y Reason Papers. También escribió para medios no académicos como "Liberty", "The Freeman" y " Free Radical". Formó parte del consejo editorial de Quarterly Journal of Austrian Economics y del consejo asesor de The Journal of Ayn Rand Studies. Fue miembro de la Academia de Ciencias de Nueva York.

## Vida personal
Sechrest nació el 12 de octubre de 1946 en Detroit. A la edad de 11 años se mudó con su familia a Arlington, Texas. Se graduó de Grand Prairie High School, y luego recibió una Licenciatura en Artes de la Universidad de Texas en Arlington en 1968. Trabajó durante muchos años en el negocio hotelero, pero finalmente regresó a la universidad para obtener su maestría en 1985 y su Doctorado 1990.
Sechrest murió de insuficiencia cardíaca el 30 de octubre de 2008. Le sobrevivieron su esposa y dos hijos de un matrimonio anterior.